# Olaf Manthey
Olaf Manthey (ur. 21 maja 1955 roku w Bonn) – niemiecki kierowca wyścigowy. Właściciel zespołu Porsche Team Manthey.

## Kariera
Manthey rozpoczął karierę w międzynarodowych wyścigach samochodowych w 1980 roku od startów w VW Castrol Europa Pokal. Z dorobkiem ośmiu punktów został sklasyfikowany na dziewiętnastej pozycji w klasyfikacji generalnej. W późniejszych latach Niemiec pojawiał się także w stawce World Sportscar Championship, Deutsche Tourenwagen Masters, Niemieckiego Pucharu Porsche Carrera, 24h Nürburgring Nordschleife, Porsche GT3 Cup Netherlands, Porsche Supercup oraz Volkswagen Scirocco R-Cup Germany.
Manthey jest szefem zespołu startującego w Porsche Supercup, 24-godzinnym wyścigu Le Mans, Deutsche Tourenwagen Masters oraz 24h Nürburgring. W latach 1997–2000 jego ekipa była najlepsza wśród zespołów Porsche Supercup. Podczas 24-godzinnego wyścigu Le Mans w 1999 roku jego ekipa była najlepsza w klasie GT, co powtórzyła w sezonie 2013.